# 日栄ムセン
日栄無線株式会社（にちえいむせん）は、大阪市浪速区に本社を置く日本の無線通信機器の販売会社である。

## 概要
大阪市浪速区と京都市南区に販売店舗を構える。日本橋のでんでんタウン界隈では老舗のハムショップとして有名。アマチュア無線販売の他、業務無線販売、アンテナ工事なども手掛けている。
また、twitterやYouTubeなどSNSでの情報発信も積極的におこなっており、YouTubeのCQチャンネル!!には2021年5月現在で3,000名の登録者がいる。

## スポンサー活動
- 2019年-大阪エヴェッサオフィシャルサプライヤーとして、ホームゲーム等で使用する簡易無線などを提供[2][3]